# Парламентские выборы в КНДР (1948)
Выборы Верховного Народного Собрания (парламента) первого созыва в КНДР были проведены 25 августа 1948 года.

## Политический контекст
После освобождения Корейского полуострова от японского колониального правления в 1945 году, согласно договорённости между СССР и США советская армия контролировала полуостров к северу от 38-й параллели, а американская армия — к югу от неё. В декабре 1945 состоялась Московская конференция министров иностранных дел, на которой рассматривались и вопросы по Корее.
На севере страны в качестве временного правительства был создан Временный Народный Комитет Северной Кореи во главе с Ким Ир Сеном, находившийся под патронажем советской администрации, который в феврале 1947 года в Пхеньяне провёл Первый съезд народных комитетов провинций, городов и уездов, где был избран высший орган государственной власти — Народное собрание Северной Кореи, которое наделялось высшей властью «до образования в Корее Временного демократического правительства». На юге Кореи административные функции выполняло Американское военное правительство в Корее. В соответствии с резолюцией Генеральной Ассамблеи ООН от 14 ноября 1947 года была сформирована международная рабочая группа по подготовке проведения всеобщих демократических выборов на территории Корейского полуострова. Однако Советская оккупационная администрация не пустила эту группу на подконтрольную ей часть территории Корейского полуострова. Рабочая группа после этого сделала доклад в ООН, в результате чего была принята резолюция Генеральной Ассамблеи ООН в феврале 1948 года, предусматривающая проведение всеобщих выборов на той части Корейского полуострова, на которой это было возможно, с последующим проведением всеобщих выборов в той части Корейского полуострова, где это в настоящий момент невозможно. Несмотря на противодействие со стороны властей северной части страны, в соответствии с этой резолюцией 10 мая 1948 года в американской зоне оккупации были проведены выборы в Конституционную ассамблею, после чего избранный состав Конституционной ассамблеи 17 июля принял Конституцию, 20 июля избрал президента, а 15 августа была провозглашена Первая республика Южной Кореи — сепаратное корейское государство.
После провозглашения в американской зоне Первой республики Южной Кореи, в Пхеньяне состоялось совещание представителей политических партий и общественных организаций Северной и Южной Кореи, где было принято решение о проведении 25 августа 1948 года всеобщих выборов на севере и юге Корейского полуострова в единое Верховное народное собрание и об образовании единого корейского правительства. Из 572 мест в Верховном народном собрании 360 было зарезервированы для представителей Южной Кореи. На Севере выборы были прямыми, при тайном голосовании, в каждом избирательном округе был представлен только один кандидат, представлявший либо Трудовую партию Кореи, либо другую организацию ЕДОФ. Явка избирателей составила 99,97 %, из которых 98,49 % проголосовало за выдвинутых кандидатов.
На Юге выборы были непрямыми и проводились нелегально. По заявлениям северокорейского руководства, 77,8 % избирателей Южной Кореи приняли участие в нелегальных выборах и избрали 1000 делегатов, которые избрали 360 депутатов Верховного народного собрания от юга Кореи.
Первая сессия избранного Верховного народного собрания состоялась в Пхеньяне со 2 по 10 сентября 1948 года. На ней были провозглашены «Заявление о передаче власти» и «политическая программа правительства КНДР». 2 сентября Ким Ду Бон был избран Председателем Президиума ВНС, то есть главой законодательной власти, а главой первого Кабинета министров КНДР 9 сентября был назначен Ким Ир Сен.
8 сентября была принята Конституция, а 9 сентября 1948 года провозглашена Корейская Народно-Демократическая Республика.

## Результаты выборов
|                                     |                                            |                                      |                                     |        |        |       |  |  |  |  |  |  |  |  |
| Коалиция                            | Коалиция                                   | Партия                               | Партия                              |        |        |       |  |  |  |  |  |  |  |  |
| Коалиция                            | Коалиция                                   | Партия                               | Партия                              | Голоса | %      | Места |  |  |  |  |  |  |  |  |
|                                     | Единый демократический отечественный фронт |                                      | Трудовая партия Кореи               |        | 98,49  | 157   |  |  |  |  |  |  |  |  |
|                                     | Единый демократический отечественный фронт | Партия молодых друзей небесного пути | 35                                  |        | 98,49  |       |  |  |  |  |  |  |  |  |
|                                     | Единый демократический отечественный фронт | Демократическая партия Кореи         | 35                                  |        | 98,49  |       |  |  |  |  |  |  |  |  |
|                                     | Единый демократический отечественный фронт | Народная партия донкрё               | 20                                  |        | 98,49  |       |  |  |  |  |  |  |  |  |
|                                     | Единый демократический отечественный фронт | Народная республиканская партия      | 20                                  |        | 98,49  |       |  |  |  |  |  |  |  |  |
|                                     | Единый демократический отечественный фронт | Независимая демократическая партия   | 20                                  |        | 98,49  |       |  |  |  |  |  |  |  |  |
|                                     | Единый демократический отечественный фронт | Прочие партии                        | 171                                 |        | 98,49  |       |  |  |  |  |  |  |  |  |
|                                     | Единый демократический отечественный фронт | Беспартийные                         | 114                                 |        | 98,49  |       |  |  |  |  |  |  |  |  |
| Против всех                         | Против всех                                | Против всех                          | Против всех                         |        | 1,51   |       |  |  |  |  |  |  |  |  |
| Всего                               | Всего                                      | Всего                                | Всего                               |        | 100,00 | 572   |  |  |  |  |  |  |  |  |
| Зарегистрированных избирателей/Явка | Зарегистрированных избирателей/Явка        | Зарегистрированных избирателей/Явка  | Зарегистрированных избирателей/Явка |        | 99,99  |       |  |  |  |  |  |  |  |  |
| Источник:East Gate Book             |                                            |                                      |                                     |        |        |       |  |  |  |  |  |  |  |  |